# Катунец
Катунѐц е село в Северна България. То се намира в община Угърчин, област Ловеч.

## География
Село Катунец е разположено в северните склонове на Стара планина, на 23 км западно от гр. Ловеч и на 34 км югоизточно от гр. Плевен. Заобиколено е от хълмове със средна надморска височина от 230 до 325 м. На юг се намира местността Дадан, а на север – местността Турия. През селото минава едноименната река Катунешка, която тече от изток на запад. Тя е дълга 43,4 км и води началото си от сливането на по-малките реки Елешница, Тоша и Каленишката бара, и се влива в р. Каменица при село Бежаново, която е десен приток на р. Вит. Особено интересна е долината на реката след местността „Хаджийското“, от където се врязва в карстовия район и образува красив каньон. Върху десния бряг на реката се намира красивата, но малко известна пещера „Манастира“. Долната част на реката е богата на рибни видове, особено във вировете около „Коновата воденица“. В миналото на левия бряг на реката, в землището на с. Беглеж, е имало няколко извора, малки копия на артезиански кладенци.
В местността „Хаджийското“ и прилежащите към нея Каменно поле и Живака в миналото са се намирали фермите за овце и свине на ТКСЗ.

## История
Най-старите сведения за с. Катунец са турските регистри от 1840 г. на Никополския санджак. Писмени сведения за него се пазят в Гложенския манастир „Свети Георги“. Най-старите му жители са преселници от съседните села: Торос, Казачево, Николаево, Микре, Угърчин, Троян и др. В. „Стремление“ в брой 6-и от 25 февруари 1912 г. твърди, че населението му по това време е възлизало на 2750 души.
Селото има участници в Балканската война, Първата световна война и във Втората световна война.
През 1875 г. в Катунец е създадено първото основно училище, а през 1919 г. се открива прогимназия. През 1907 г. е завършена сградата на местната църква, осветена на 30 август 1909 г. под името „Св. Арахангел Михаил“. Същата година е основано читалище „Просвета“. През 1914 г. е открита новата сграда на училището, с рекорден брой ученици – 280 души.
През есента на 1922 г. се открива съвременна телеграфо-пощенска станция.
През 2009 г. започва първият проект за комасация на земеделската земя (уедряване на земеделските имоти) под егидата на собственици на земя в селото – частни лица и фирми, които основават местен комитет за тази цел.

## Културни и природни забележителности
През 1956 г. в селото е построена читалищна сграда с киносалон и библиотека. Библиотеката към читалището през 1985 г. е разполагала с повече от 8000 тома научна и художествена литература. В началото на 50-те години на 20. век селото е радиофицирано.
През 1956 г. е завършена новата сграда на здравната служба с амбулатория и родилно отделение. Същата година се откриват и сградите на кметството и пощата. През 2007 г. в селото е учреден клуб на творците „Стоян Каменски“, който обединява 32 автори на литературни произведения, четирима професионални художници и журналисти. Издадени са: „Катунец, малка енциклопедия“ – автори Въцо Маринов и Петър Мотков; „Листата капят, дървото живее“ – литературно-художествен сборник за творчеството на 32 местни автори, съставител Петър Мотков, член на Съюза на независимите български писатели; „Какво не знае папата“ – сборник публицистични разкази – автор Петър Мотков; „Сексът и светът“ – автор Петър Мотков (2011 г.); „И това е живот“ – автор Петър Мотков (2013 г.); Стихосбирка „Сърцето примира“ – автор Петър Мотков (2015 г.); Дарования" – автор Георги Георгиев; четири стихосбирки на Станчо Сираков, две стихосбирки на Стефан Стефанов и две на Петър Мотков; „100 години читалище „ПРОСВЕТА“ – автор Димитрина Пенкова. През 2008 г. е учреден клуб „Родознание и краеведство“.
Селото разполага с модерна телефонна централа с 450 абонатни поста.
Землището на селото възлиза на около 52 хил. дка земя, от които 27 хил. дка обработваема земя, 18 хил. дка гори, 2500 дка общинска мера и 1500 дка ливади и пасища.
Западно от селото, по поречието на река Катунешка, се намира каньон, в който има две пещери. Според съществуващ проект на РИОСВ-Плевен, тази част от поречието на реката с прилежащата територия ще бъде включена в природния парк „Черпелика“.
Не по-малко красиви са местностите Янъшката долчина, Радиковец, Големия дол, Равнището, Царевец.
Селото е богато на подпочвени води.

### Климат
Континентален, характеризира се с късна пролет, горещо лято и студена зима. Географското положение на селото и добре запазената природна среда са основният фактор за сравнително дългата продължителност на живота на местните жители.

### Флора
Дървесни видове: дъб, цер, келяв габър, сребролистна, едролистна и обикновена липа, габър, клен, глог, дива круша и др.
Овощни видове – джанка, синя слива – местни сортове и стенлейт; ябълки-предимно местни сортове; круши, наричани от жителите на селото присади-пролетни (петровци), летни (шекерци), есенни, зимни (попска круша).
Лозарство – Преобладаващи сортове: гъмза, резикия-бяла и черна; памид; болгар; отел – бял и чер (наричан в селото „гръг“) и някои други директни сортове, наречени от местните „мейлюз“, защото не се пръскат.
Диворастящи плодове: шипка, дренки, ябълка и др.
Билки: маточина, змийска хурка, оман, подбел, дива чубрица, маточина, жълт кантарион и др.
Гъби: печурка, пачи крак, манатарка, сърнела, пънчушка, кладница, зимна гъба и др.

### Фауна
Дивеч: зайци, сърни, елени, глигани, язовци, лисици и др.
Птици: славеи, щъркели, орли и др.
Влечуги: широко разпространение имат змиите пепелянка и усойница, както и смокът мишкар.

## Личности
- Веселин Тотев Беломъжов (1913-1993) - български дипломат
- Гето Тотев Беломъжов (1930 - 2015) - музикант-флейтист. Един от основателите на плевенската филхармония и опера. Дългогодишен преподавател в музикалното училище в Плевен и оркестрант в Плевенска филхармония.                                                       Майка - Тотка Беломъжова. Баща - Тотю Беломъжов
- Стефан Карастоянов (р. 1944) – професор по география в Софийския университет
- Марко Атанасов (1892 – 1982) – генерал-лейтенант, не е роден в селото, но родът му е от селото
- Богдан Мотков Въшев (Нерчовски) – като началник управление в Министерство на образованието и културата финансово обезпечил изграждането на сградата на читалището в селото
- Васил Съйков Вълков – музикант, кларинетист виртуоз, носител на орден „Св. Кирил и Методий“
- Недялко Найденов Христов – майстор коларо-железар и обработка на метали. Собственик на работилница в Националния етнографски музей „Етъра“.
- Янчо Стоянов Найденов – доц. по Екология и растителна защита, директор ЛЗС-София, преподавател в НБУ
- Божин Панов Пенков – проф. в ТУ Габрово
- Петър Василев (1951 – 2016) – български генерал, бивш директор на Главна дирекция „Затвори“
- Мотко Василев Бумов (1944 – 2011) – професор, художник и график
- Петър Вълков Мотков – дипломат, писател, член на Съюза на независимите български писатели, председател на Народното читалище „Просвета-1909“ в селото
- Недялко Савковски – инж. химик, зам. министър в Чехословакия
- Георги Йорданов – почетен гражданин на с. Катунец, член на Съюза на българските писатели, автор на книги и стихосбирки